# Deputados brasileiros às Cortes de Lisboa
Esta é uma lista parcial dos deputados das províncias brasileiras presentes nas Cortes de Lisboa, de 1821 a 1822, em decorrência da Revolução liberal do Porto. No dia 23 de março de 1821, D. João VI ao partir do Rio de Janeiro de volta a Lisboa determinou que "sem perda de tempo, se façam as eleições dos deputados para representarem o Reino do Brasil nas Cortes Gerais Extraordinárias e Constituintes da Nação Portuguesa, convocadas em Lisboa". Foram 97 os deputados e suplentes eleitos.

## Deputados
Lista complementada com base na "Lista Nominal dos Deputados do Brasil à Assembleia Constituinte de Lisboa de 1821 a 1823" de Mello Moraes.
| Província         | Deputado                                                                                         | Nº |
| Alagoas           | Manuel Marques Grangeiro                                                                         | 1  |
| Alagoas           | Francisco de Assis Barbosa                                                                       | 2  |
| Alagoas           | Francisco Manuel Martins Ramos                                                                   | 3  |
| Amazonas          | João Lopes da Cunha                                                                              | 4  |
| Bahia             | Cipriano Barata                                                                                  | 5  |
| Bahia             | Alexandre Gomes de Argolo Ferrão                                                                 | 6  |
| Bahia             | Marcos Antônio de Sousa                                                                          | 7  |
| Bahia             | Pedro Rodrigues Bandeira                                                                         | 8  |
| Bahia             | José Lino dos Santos Coutinho                                                                    | 9  |
| Bahia             | Domingos Borges de Barros                                                                        | 10 |
| Bahia             | Luís Paulino de Oliveira Pinto da França                                                         | 11 |
| Bahia             | Francisco Agostinho Gomes                                                                        | 12 |
| Bahia             | Luís José de Barros Leite                                                                        | 13 |
| Ceará             | Antônio José Moreira                                                                             | 14 |
| Ceará             | Manuel do Nascimento Castro e Silva                                                              | 15 |
| Ceará             | José Martiniano Pereira de Alencar                                                               | 16 |
| Ceará             | Pedro José da Costa Barros                                                                       | 17 |
| Espírito Santo    | João Fortunato Ramos dos Santos                                                                  | 18 |
| Goiás             | Joaquim Teotônio Segurado                                                                        | 19 |
| Maranhão          | Joaquim Vieira Belford                                                                           | 20 |
| Maranhão          | José João Beckman e Caldas                                                                       | 21 |
| Minas Gerais      | Belchior Pinheiro de Oliveira                                                                    | 22 |
| Minas Gerais      | Manuel Ferreira da Câmara Bittencourt Aguiar e Sá                                                | 23 |
| Minas Gerais      | José Teixeira da Fonseca Vasconcelos                                                             | 24 |
| Minas Gerais      | Manuel Rodrigues da Costa                                                                        | 25 |
| Minas Gerais      | Estêvão Ribeiro de Resende                                                                       | 26 |
| Minas Gerais      | José Alves do Couto Saraiva                                                                      | 27 |
| Minas Gerais      | Jacinto Furtado de Mendonça                                                                      | 28 |
| Minas Gerais      | João Severiano Maciel da Costa                                                                   | 29 |
| Minas Gerais      | Lucas Antônio Monteiro de Barros                                                                 | 30 |
| Minas Gerais      | José de Resende Costa Filho                                                                      | 31 |
| Minas Gerais      | Teotônio Alves de Oliveira Maciel                                                                | 32 |
| Minas Gerais      | Antônio Teixeira da Costa                                                                        | 33 |
| Minas Gerais      | José de Oliveira Pinto Botelho e Mosqueira                                                       | 34 |
| Minas Gerais      | Manuel Veloso Soares                                                                             | 35 |
| Minas Gerais      | João Gomes da Silveira Mendonça                                                                  | 36 |
| Minas Gerais      | José Joaquim da Rocha                                                                            | 37 |
| Minas Gerais      | Francisco Pereira de Santa Apolônia                                                              | 38 |
| Minas Gerais      | João Evangelista de Faria Lobato                                                                 | 39 |
| Minas Gerais      | José Antônio da Silva Maia                                                                       | 40 |
| Minas Gerais      | Lúcio Soares Teixeira de Gouveia                                                                 | 41 |
| Minas Gerais      | Antônio da Rocha Froes                                                                           | 42 |
| Minas Gerais      | Cândido José de Araújo Viana                                                                     | 43 |
| Minas Gerais      | Antônio Gonçalves Gomide                                                                         | 44 |
| Minas Gerais      | Domingos Alves de Oliveira Maciel                                                                | 45 |
| Minas Gerais      | José Custódio Dias                                                                               | 46 |
| Minas Gerais      | João Gomes da Silveira Mendonça                                                                  | 47 |
| Minas Gerais      | Francisco de Paula Pereira Duarte                                                                | 48 |
| Minas Gerais      | José Cesário de Miranda Ribeiro                                                                  | 49 |
| Minas Gerais      | José Elói Ottoni                                                                                 | 50 |
| Pará              | Romualdo de Sousa Coelho                                                                         | 51 |
| Pará              | Francisco de Sousa Moreira                                                                       | 53 |
| Paraíba           | Francisco Xavier Monteiro de França                                                              | 54 |
| Paraíba           | José da Costa Cirne                                                                              | 55 |
| Pernambuco        | Domingos Malaquias de Aguiar Pires Ferreira                                                      | 56 |
| Pernambuco        | Gervásio Pires Ferreira                                                                          | 57 |
| Pernambuco        | Inácio Pinto de Almeida Castro                                                                   | 58 |
| Pernambuco        | Félix José Tavares de Lira                                                                       | 59 |
| Pernambuco        | Manuel Zeferino dos Santos                                                                       | 60 |
| Pernambuco        | Pedro de Araújo Lima                                                                             | 61 |
| Pernambuco        | João Ferreira da Silva                                                                           | 62 |
| Pernambuco        | Francisco Muniz Tavares                                                                          | 63 |
| Pernambuco        | Antônio de Pádua Vieira Cavalcanti (suplente)                                                    | 64 |
| Pernambuco        | Francisco Xavier de Lossio e Seiblitz (suplente)                                                 | 65 |
| Pernambuco        | Manuel Félix de Veras                                                                            | 66 |
| Piauí             | Domingos da Conceição                                                                            | 67 |
| Piauí             | Manuel de Sousa Borges Leal                                                                      | 68 |
| Rio de Janeiro    | Custódio Gonçalves Ledo                                                                          | 69 |
| Rio de Janeiro    | João Soares de Lemos Brandão                                                                     | 70 |
| Rio de Janeiro    | Francisco Lemos de Faria Pereira Coutinho                                                        | 71 |
| Rio de Janeiro    | José Joaquim da Cunha Azeredo Coutinho                                                           | 72 |
| Rio de Janeiro    | Luis Martins Bastos                                                                              | 73 |
| Rio de Janeiro    | Joaquim Gonçalves Ledo                                                                           | 74 |
| Rio de Janeiro    | Francisco Vilela Barbosa                                                                         | 75 |
| Rio de Janeiro    | Luis Nicolau Fagundes Varela                                                                     | 76 |
| Rio Grande do Sul | João de Santa Bárbara                                                                            | 77 |
| Rio Grande do Sul | José Martins Zimblão (suplente)                                                                  | 78 |
| Rio Grande do Sul | José Saturnino da Costa Pereira                                                                  | 79 |
| Santa Catarina    | Lourenço Rodrigues de Andrade                                                                    | 80 |
| Santa Catarina    | José da Silva Mafra (suplente)                                                                   | 81 |
| São Paulo         | Antônio Carlos Ribeiro de Andrada (não assinou ou jurou a Constituição portuguesa de 1822)       | 82 |
| São Paulo         | Nicolau Pereira de Campos Vergueiro (não assinou ou jurou a Constituição portuguesa de 1822)     | 83 |
| São Paulo         | José Ricardo da Costa Aguiar de Andrada (não assinou ou jurou a Constituição portuguesa de 1822) | 84 |
| São Paulo         | Diogo Antônio Feijó (não assinou ou jurou a Constituição portuguesa de 1822)                     | 85 |
| São Paulo         | José Feliciano Fernandes Pinheiro (assinou e jurou a Constituição portuguesa de 1822)            | 86 |
| São Paulo         | Antônio Manuel da Silva Bueno (suplente; não assinou ou jurou a Constituição portuguesa de 1822) | 87 |
| São Paulo         | Antônio Pais de Barros (não tomou assento)                                                       | 88 |
| São Paulo         | Francisco de Paula Sousa e Melo (não compareceu)                                                 | 89 |

## Deputados que aprovaram a constituição
Em 23 de setembro de 1822 a constituição foi aprovada, com 36 deputados brasileiros, sendo 25 do nordeste. Não incluiu os deputados brasileiros que abandonaram as cortes, como o baiano Cipriano Barata e o paulista Antônio Carlos de Andrada e Silva, irmão de José Bonifácio.
1. Alexandre Gomes de Argolo Ferrão, deputado pela Bahia
2. Antônio José Moreira, pelo Ceará
3. Domingos Borges de Barros, pela Bahia
4. Custódio Gonçalves Ledo, pelo Rio de Janeiro
5. Domingos da Conceição, pelo Piauí
6. Domingos Malaquias de Aguiar Pires Ferreira, por Pernambuco
7. Félix José Tavares de Lira, por Pernambuco
8. Francisco de Assis Barbosa, por Alagoas
9. Francisco Manuel Martins Ramos, por Alagoas
10. Francisco Moniz Tavares, por Pernambuco
11. Francisco de Sousa Moreira, pelo Pará
12. Francisco Vilela Barbosa, pelo Rio de Janeiro
13. Francisco Xavier Monteiro de França, pela Paraíba
14. Inácio Pinto de Almeida Castro, por Pernambuco
15. João Ferreira da Silva, por Pernambuco
16. João Lopes da Cunha, pelo Rio Negro (atual Amazonas)
17. João Soares de Lemos Brandão, pelo Rio de Janeiro
18. Joaquim Teotônio Segurado, por Goiás
19. José da Costa Cirne, pela Paraíba
20. José João Beckman e Caldas, pelo Maranhão
21. José Lino dos Santos Coutinho, pela Bahia
22. José Martiniano Pereira de Alencar, pelo Ceará
23. José Feliciano Fernandes Pinheiro, por São Paulo
24. Lourenço Rodrigues de Andrade, por Santa Catarina
25. Luis Martins Bastos, pelo Rio de Janeiro
26. Luiz Nicolau Fagundes Varella, pelo Rio de Janeiro
27. Manuel Filippe Gonçalves, pelo Ceará
28. Manuel Felix de Veras, por Pernambuco
29. Manuel Marques Grangeiro, pelas Alagoas
30. Manuel do Nascimento Castro e Silva, pelo Ceará
31. Manuel Zeferino dos Santos, por Pernambuco
32. Marcos Antônio de Sousa, pela Bahia
33. Miguel Sousa Borges Leal, pelo Piauí
34. Pedro de Araújo Lima, por Pernambuco
35. Pedro Rodrigues Bandeira, pela Bahia
36. Romualdo de Sousa Coelho, bispo e deputado pelo Pará